# Xylotoles aegrotus
Xylotoles aegrotus là một loài bọ cánh cứng trong họ Cerambycidae.